# Lac Loyer
Lac Loyer är en sjö i Kanada.   Den ligger i regionen Lanaudière och provinsen Québec, i den sydöstra delen av landet, 180 km nordost om huvudstaden Ottawa. Lac Loyer ligger 248 meter över havet. Arean är 0,11 kvadratkilometer. Den ligger vid sjön Lac Pierre. Den sträcker sig 0,6 kilometer i nord-sydlig riktning, och 0,4 kilometer i öst-västlig riktning.
I omgivningarna runt Lac Loyer växer i huvudsak blandskog. Runt Lac Loyer är det ganska glesbefolkat, med 29 invånare per kvadratkilometer.